# Lenovo Center
Das Lenovo Center ist eine Mehrzweckhalle in der US-amerikanischen Stadt Raleigh im Bundesstaat North Carolina. Die Arena ist die Heimat der Eishockeymannschaft der Carolina Hurricanes aus der National Hockey League (NHL) sowie des Männer-College-Basketballteams der North Carolina State University, der NC State Wolfpack und in der NCAA, Division I, spielen. Zwischen 2000 und 2002 trugen auch die Carolina Cobras aus der Arena Football League ihre Heimspiele hier aus. In unmittelbarer Umgebung der Arena befindet sich das Carter-Finley Stadium (Heimat der NCAA-College-Football-Mannschaft der NC State Wolfpack), das Messegelände des Staates, North Carolina State Fair, sowie die Dorton Arena.

## Geschichte
Die Idee einer neuen Basketballarena entstand in den 1980er Jahren durch den inzwischen verstorbenen Trainer der Wolfpack Jim Valvano. 1989 genehmigte die Verwaltung der Universität den Bau einer Arena mit 23.000 Sitzplätzen. Zur Verwaltung und Betrieb der Anlage wurde durch die Regierung von North Carolina die Centennial Authority gegründet, die sich aus Fördermitteln des Staates, lokalen Mitteln und Spenden der Universität finanzierte. Anstatt einer reinen Basketballarena entstand eine Multifunktionsarena, die u. a. aufgrund der Umzugspläne der Hartford Whalers nach Raleigh favorisiert wurde. 1997 wurde der Grundstein gelegt und der Bau 1999 abgeschlossen. Die Baukosten beliefen sich auf 158 Mio. US-Dollar, die zum größten Teil durch eine Hotel- und Restaurantsteuer finanziert wurden. Außerdem beteiligten sich die Hurricanes mit 20 Mio. US-Dollar und der Staat North Carolina mit 18 Mio. US-Dollar an den Baukosten. Im Rahmen der Eröffnung am 29. Oktober des Jahres fand das NHL-Spiel der Hurricanes gegen die New Jersey Devils statt. Carolina verlor das Spiel mit 2:4 Toren.
Von der Eröffnung bis 2002 hieß die Arena Raleigh Entertainment and Sports Arena (ESA), doch war man lange auf der Suche nach einem Namenssponsor, der für die Arena die Sponsorrechte erwerben wollte. Dieses fand sich 2002 in der RBC Centura, dem US-Ableger der Royal Bank of Canada, die die Sponsorenrechte für 20 Jahre und 80 Mio. US-Dollar erwarb. Danach hieß die Arena RBC Center. Die RBC Centura wurde am 19. Juni 2011 vom Unternehmen PNC Financial Services übernommen, daher fand am 15. März 2012 die Umbenennung in PNC Arena statt.
Bei Basketballspielen kann die Arena bis zu 19.722 Zuschauer fassen, bei Eishockeyspielen finden 18.680 Zuschauer Platz. Zu Konzerten finden je nach Bühnenkonfiguration bis zu 19.500 Besucher einen Platz. Für zahlungskräftige Zuschauer stehen 66 Luxussuiten und 2000 Clubsitze zur Verfügung. Das Gebäude hat insgesamt drei Etagen und beherbergt ein Restaurant mit 500 Sitzplätzen. Um die Arena stehen 8000 Parkplätze bereit.
Einer der denkwürdigsten Momente in der kurzen Geschichte der Arena ereignete sich am 19. Juni 2006. Die Hurricanes gewannen die entscheidende siebte Partie um den Stanley Cup gegen die Edmonton Oilers mit 3:1.
Mitte Februar 2023 haben die Architekturbüros HOK und Ratio Architecture neue Pläne für eine Modernisierung der Arena vorgestellt, um die Halle für die nachsten 15 bis 20 Jahre konkurrenzfähig zu halten. Der Eigentümer, die Centennial Authority, wird in den nächsten acht bis zehn Wochen mit der Agentur CAA Icon die Pläne bewerten und anschließend ein potenzielles Budget für die Umbauarbeiten aufstellen wird. Die Finanzierung würde die Centennial Authority durch Geld von der Stadt Raleigh und dem Wake County bestreiten. Schon 2015 stellten die beiden Unternehmen Entwürfe für den Umbau vor. Damals schätzten die beiden Büros die Kosten auf 225 Mio. US-Dollar und die Arbeiten sollten bis 2019 abgeschlossen sein.
Nach zwölf Jahren endete Ende August 2024 der Sponsorenvertrag mit der PNC Financial Services. Neuer Namensgeber wurde am 12. September 2024 der Computer- und Smartphonehersteller Lenovo aus Hongkong. Der Vertrag läuft zunächst über zehn Jahre und die Halle heißt jetzt Lenovo Center.

## Galerie

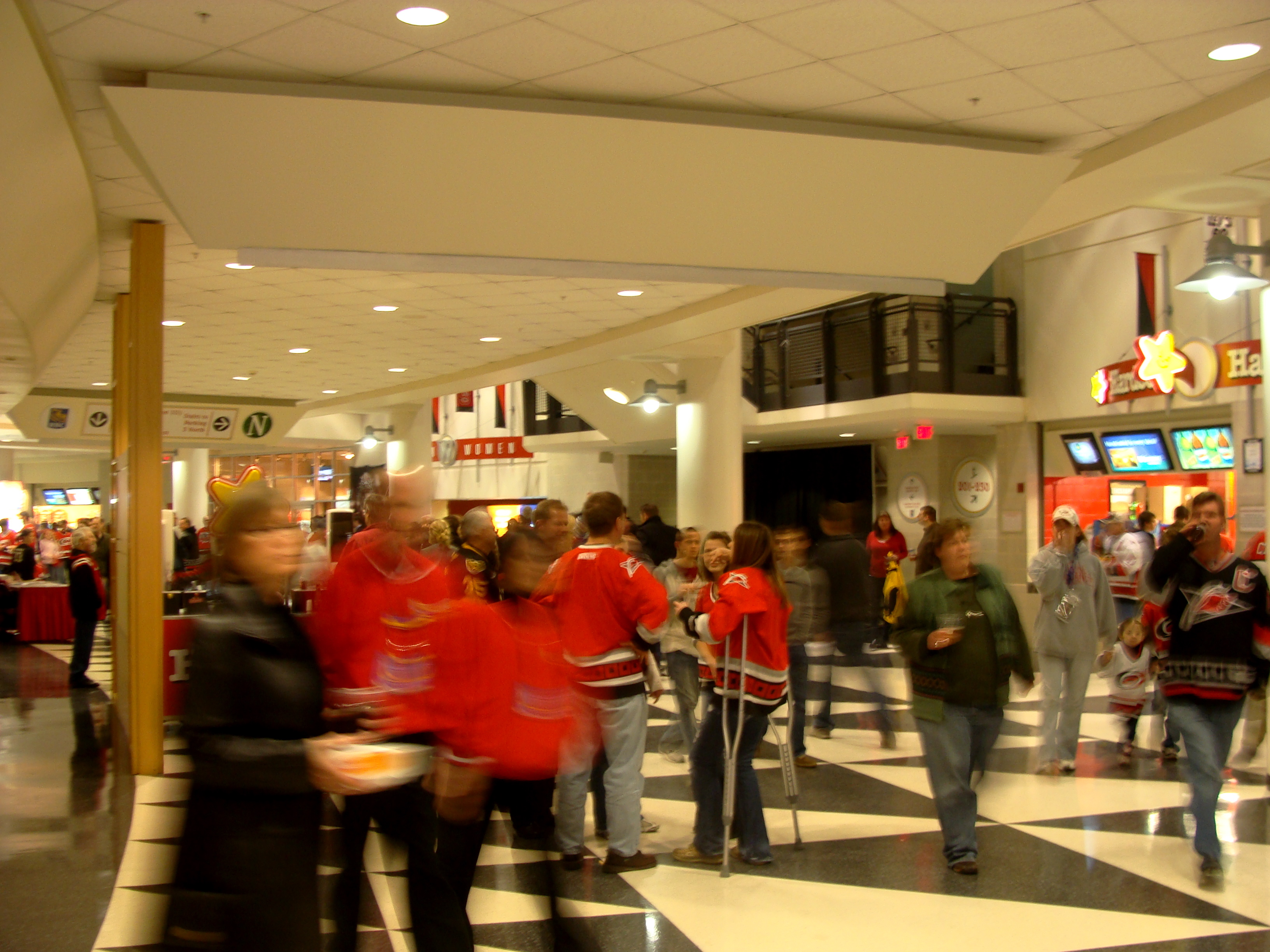
Eine von drei Eingangshallen während eines Spiels der Carolina Hurricanes (2009)
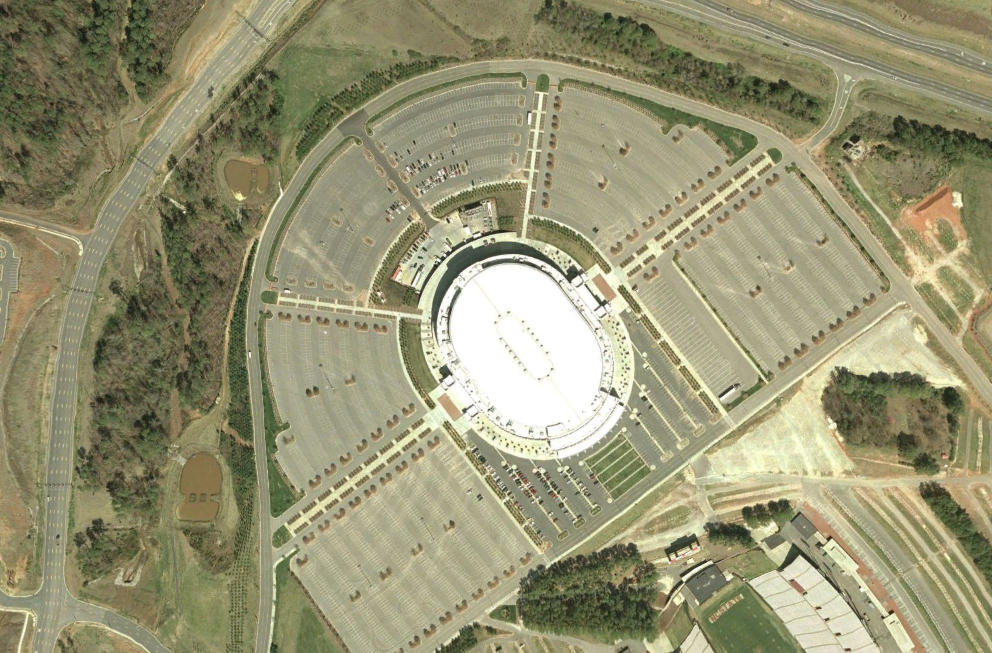
Blick von oben auf das Gelände
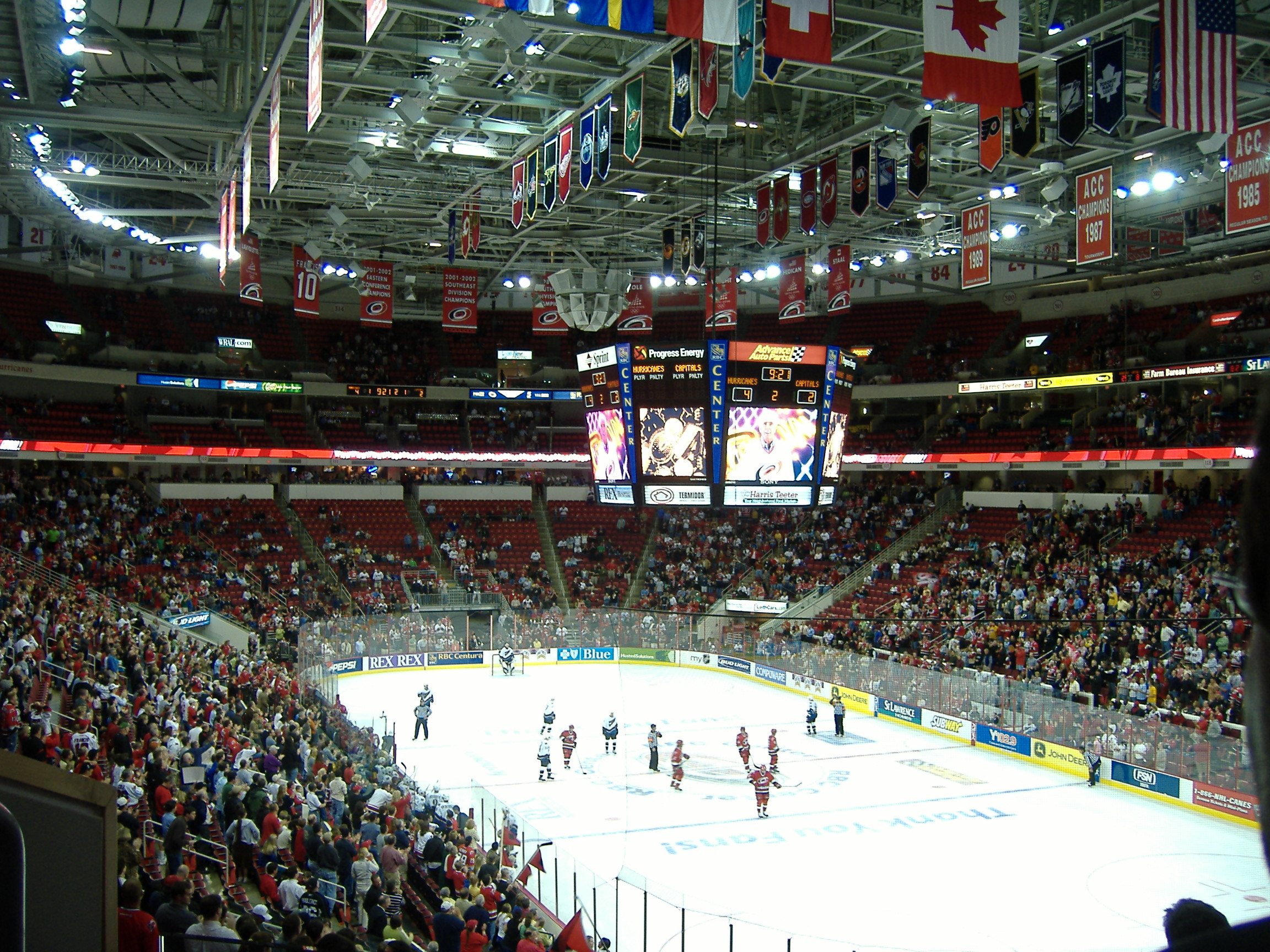
Heimspiel der Carolina Hurricanes gegen die Washington Capitals am 3. April 2006
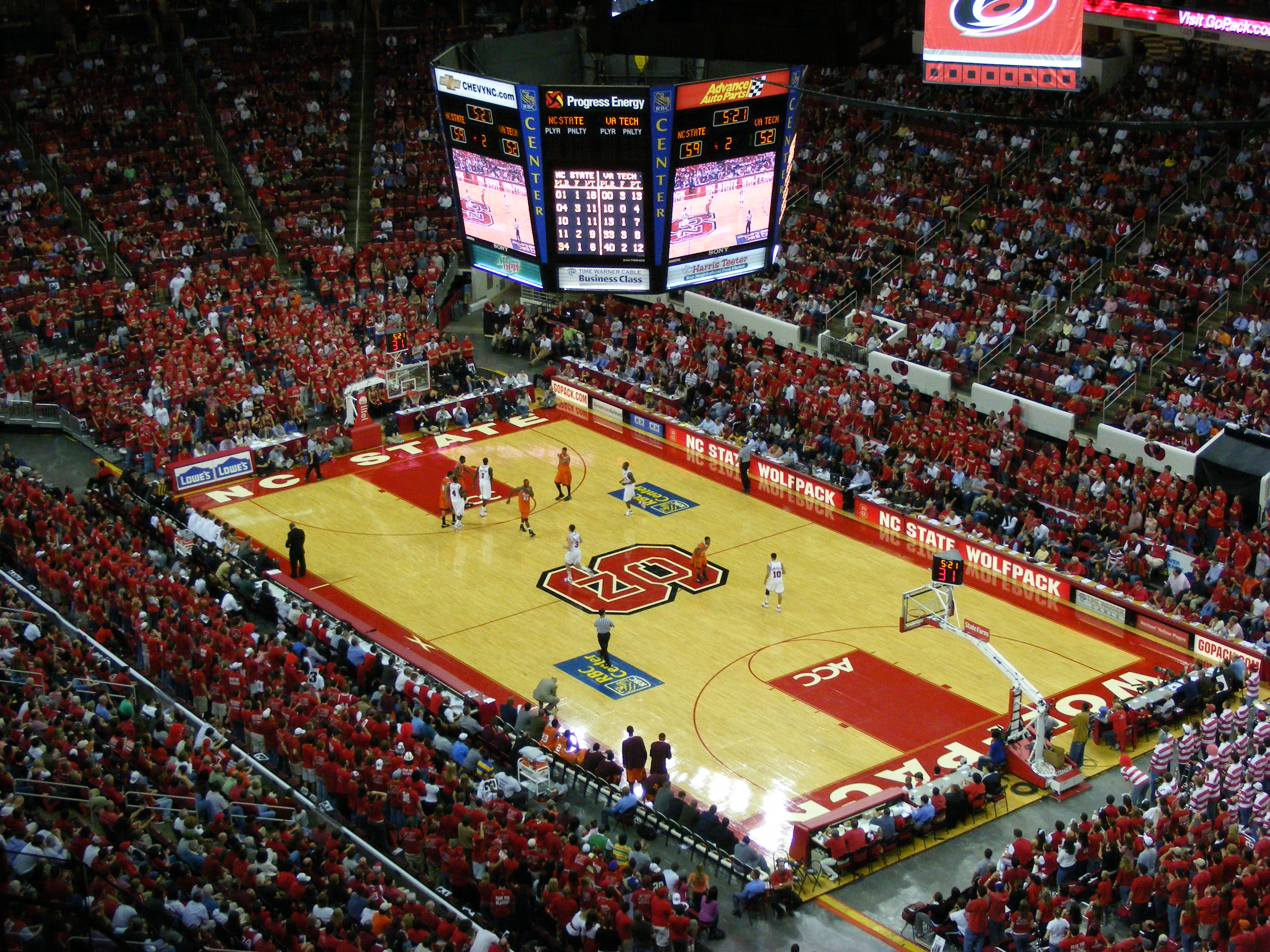
Die Arena bei einem Basketballspiel der NC State Wolfpack gegen die Virginia Tech Hokies im Jahr 2008